# Australian Juniors 2010
Das Australian Juniors 2010 als bedeutendstes internationales Nachwuchsturnier von Australien im Badminton fand vom 3. bis zum 6. Juli 2010 im Elphin Sports Centre in Launceston in Tasmanien statt.

## Sieger und Platzierte
| Disziplin    | Gold                            | Silber                             | Bronze                                    |
| ------------ | ------------------------------- | ---------------------------------- | ----------------------------------------- |
| Herreneinzel | Luke Charlesworth               | Asher Richardson                   | Boris Ma                                  |
| Herreneinzel | Luke Charlesworth               | Asher Richardson                   | Ashwant Gobinathan                        |
| Dameneinzel  | Wendy Chen                      | Verdet Kessler                     | Tara Pilven                               |
| Dameneinzel  | Wendy Chen                      | Verdet Kessler                     | Louisa Ma                                 |
| Herrendoppel | Sawan Serasinghe Bryan Tang     | Maika Phillips Te Ao Kura Van Selm | Ashwant Gobinathan Boris Ma               |
| Herrendoppel | Sawan Serasinghe Bryan Tang     | Maika Phillips Te Ao Kura Van Selm | Sherman Leung Mitchell Wheller            |
| Damendoppel  | Christina Chan Wendy Chen       | Louisa Ma Tara Pilven              | Mary O’Connor Madeleine Stapleton         |
| Damendoppel  | Christina Chan Wendy Chen       | Louisa Ma Tara Pilven              | Jacqueline Guan Verdet Kessler            |
| Mixed        | Luke Charlesworth Mary O’Connor | Mitchell Wheller Wendy Chen        | Te Ao Kura Van Selm Susannah Leydon-Davis |
| Mixed        | Luke Charlesworth Mary O’Connor | Mitchell Wheller Wendy Chen        | Evan Lee Victoria Cheng                   |